# Лук Дердериана
Лук Дердериана (лат. Allium derderianum) — многолетнее травянистое растение, вид рода Лук (Allium) семейства Луковые (Alliaceae).

## Распространение и экология
В природе ареал вида охватывает Закавказьеа и северные районы Ирана.
Произрастает на сухих склонах.

## Ботаническое описание
Луковица почти шаровидная, диаметром 1—1,5 см; наружные оболочки сероватые, бумагообразные. Стебель толстоватый, высотой 5—10 см, до половины погружен в землю, короче листьев.
Листья в числе двух, шириной 5—11 мм, линейно—ланцетные, по краю шероховатые.
Чехол в два раза короче зонтика, коротко заострённый. Зонтик полушаровидный или шаровидный, многоцветковый. Цветоножки в полтора—два раза длиннее околоцветника, почти равные, при основании без прицветников. Листочки почти звёздчатого околоцветника белые, с фиолетовой жилкой, линейные, острые, жесткие, после цветения вверх торчащие, длиной 8—13 мм. Нити тычинок в два—три раза короче листочков околоцветника, при основании между собой и с околоцветником сросшиеся, треугольно-шиловидные.
Незрелая коробочка в два раза короче околоцветника.

## Таксономия
Вид Лук Дердериана входит в род Лук (Allium) семейства Луковые (Alliaceae) порядка Спаржецветные (Asparagales).
|  |                                      |  |                                                             |                                                             |                   |  | ещё 24 семейства (согласно Системе APG II) | ещё 24 семейства (согласно Системе APG II) |                     |  |  |  | ещё более 870 видов |
|  |                                      |  |                                                             |                                                             |                   |  | ещё 24 семейства (согласно Системе APG II) | ещё 24 семейства (согласно Системе APG II) |                     |  |  |  | ещё более 870 видов |
|  |                                      |  |                                                             | порядок Спаржецветные                                       |                   |  |                                            |                                            | род Лук             |  |  |  |                     |
|  |                                      |  |                                                             | порядок Спаржецветные                                       |                   |  |                                            |                                            | род Лук             |  |  |  |                     |
|  | отдел Цветковые, или Покрытосеменные |  |                                                             |                                                             | семейство Луковые |  |                                            |                                            | вид Лук Дердериана  |  |  |  |                     |
|  | отдел Цветковые, или Покрытосеменные |  |                                                             |                                                             | семейство Луковые |  |                                            |                                            |                     |  |  |  |                     |
|  |                                      |  | ещё 44 порядка цветковых растений (согласно Системе APG II) | ещё 44 порядка цветковых растений (согласно Системе APG II) |                   |  |                                            | ещё около 300 родов                        | ещё около 300 родов |  |  |  |                     |
|  |                                      |  |                                                             | ещё 44 порядка цветковых растений (согласно Системе APG II) |                   |  |                                            |                                            | ещё около 300 родов |  |  |  |                     |